# Singur printre dușmani
Singur printre dușmani (titlu original И один в поле воин) este o carte scrisă de scriitorul ucrainean Iuri Dold-Mihailik în 1956. A apărut în România la editura Albatros în traducerea lui Nicolae Guma.
Cartea este scrisă într-un ritm alert, deși nu strălucește din punct de vedere stilistic. Cititorul se îndrăgostește de personajul principal, Heinrich von Goldring, căruia îi va urmări cu sufletul la gură misiunile grele la care ia parte și frumoasa poveste de dragoste care se naște între acesta și frumoasa franțuzoiacă, Monica Tarval. Va trăi durerea imensă a eroului în momentul morții Monicăi și va resimți aceeași durere și zbucium sufletesc ca și Heinrich.
Ca un aspect pozitiv, cartea nu conține propagandă comunistă găunoasă, așa cum ne-am fi așteptat, aceasta fiind scrisă în anul 1956, în plină epocă stalinistă, meritul fiind al autorului.

## Acțiune
Anul 1941, un spion sovietic este infiltrat în rândul Wehrmacht-ului sub numele de Heinrich von Goldring, trecând drept fiul unui spion german infiltrat la rândul său în Uniunea Sovietică, baronul Siegfried von Goldring, prins și ucis de sovietici după ce s-a dovedit că era spion german.
Acesta "dezertează" la germani, ajungând in biroul unui fost colaborator și prieten al "tatălui său", oberst Berthold. După ce trece de lungi verificări și de tot felul de șicane psihologice, acestuia îi este recunoscută identitatea, respectiv titlul de baron moștenit de la "tatăl său", Siegfried von Goldring, și îi sunt întocmite actele germane, primind și gradul de locotenent ("Leutnant") în Wermacht.
Ademenit de averea imensă moștenită de către tânărul baron, oberst Berthold îl infiază pe Heinrich, plănuind să-l însoare pe acesta cu unica sa fiică, Lorrchen Berthold, adaugând astfel averea baronului la propria-i avere. Sub înalta protecție a lui Berthold, care între timp devenise colaboratorul lui Himmler și un înalt demnitar nazist, Heinrich von Goldring - informatorul sovietic Grigori Goncearenko - îndeplinește diverse misiuni de spionaj, printre care un atentat cu bombă în localitatea Boneville din Franța, diverse legături cu partizanii francezi (maquisards) și se îndrăgostește, făra să vrea, de fata proprietăresei hotelului în care locuia la Saint-Remy, Monica Tarval, însă aceasta sfârșește prin a fi ucisă de către SS, fiind bănuită că avea legătură cu partizanii francezi.
El mai îndeplinește acțiuni de spionaj și în Italia, având sarcina să descopere o uzină subterană, ultrasecretă, care producea echipament de radio-ghidare pentru proiectilele zburătoare utilizate de naziști.
Până la final, Heinrich/Grigori reușește să ducă la bun sfârșit toate aceste misiuni grele, și ajunge în Uniunea Sovietică, unde își continuă studiile la Institutul de limbi străine.
Cartea a fost ecranizata de Aleksei Șvaciko sub numele Departe de patrie (Вдали от Родины), film care a rulat și pe ecranele cinematografelor din România.

## Ediții
- Dold-Mihailik, Iuri, Singur printre dușmani, tradus de Nicolae Gumă, Coperta de Nae Constantinescu, București, 1959: Editura Tineretului, 2 volume, ediția a II-a, p. 437, 233;
- Dold-Mihailik, Iuri, Singur printre dușmani, tradus de Nicolae Gumă, București, 1976: Editura Albatros, Colecția Aventura, 2 volume, ediția a III-a, p. 418, 223;